# Столинские Смоляри
Столинские Смоляри (укр. Столинські Смолярі; до 2024 года — Столинские Смоляры) — село в Ровненской сельской общине Ковельского района Волынской области Украины.
До 2020 года входило в Любомльский район.
Код КОАТУУ — 0723385901. Население по переписи 2001 года составляет 661 человек. Почтовый индекс — 44311. Телефонный код — 3377. Занимает площадь 1,41 км².
В сентябре 2024 года, постановлением Верховной Рады Украины село было переименовано в Столинские Смоляри